# 梅普爾波因特 (伊利諾伊州)
梅普爾波因特（英語：Maple Point）是位於美國伊利諾伊州坎伯蘭縣的一個非建制地區。該地的面積和人口皆未知。

## 地理
梅普爾波因特的座標為39°19′56″N 88°06′47″W / 39.33222°N 88.11306°W，而該地的平均海拔高度為183米（即600英尺）。